# La Chapelle-du-Mont-de-France
Pour les articles homonymes, voir La Chapelle.
La Chapelle-du-Mont-de-France (La Tsapeulle en patois charolais) est une commune française située dans le département de Saône-et-Loire, en région Bourgogne-Franche-Comté.

## Géographie
La commune domine la vallée de la Noue, affluent de la Grosne.

### Communes limitrophes
Les communes limitrophes sont  Bergesserin, Curtil-sous-Buffières, Dompierre-les-Ormes, Navour-sur-Grosne et Trivy.

### Climat
Pour des articles plus généraux, voir Climat de la Bourgogne-Franche-Comté et Climat de Saône-et-Loire.
En 2010, le climat de la commune est de type climat océanique dégradé des plaines du Centre et du Nord, selon une étude du Centre national de la recherche scientifique s'appuyant sur une série de données couvrant la période 1971-2000. En 2020, Météo-France publie une typologie des climats de la France métropolitaine dans laquelle la commune est dans une zone de transition entre le climat semi-continental et le climat de montagne et est dans la région climatique Centre et contreforts nord du Massif Central, caractérisée par un air sec en été et un bon ensoleillement.
Pour la période 1971-2000, la température annuelle moyenne est de 10,2 °C, avec une amplitude thermique annuelle de 17,2 °C. Le cumul annuel moyen de précipitations est de 917 mm, avec 11,7 jours de précipitations en janvier et 7,6 jours en juillet. Pour la période 1991-2020, la température moyenne annuelle observée sur la station météorologique de Météo-France la plus proche, « Jalogny_sapc », sur la commune de Jalogny à 8 km à vol d'oiseau, est de 11,2 °C et le cumul annuel moyen de précipitations est de 873,4 mm. 
La température maximale relevée sur cette station est de 39,6 °C, atteinte le 12 août 2003 ; la température minimale est de −21,6 °C, atteinte le 17 janvier 1985,,.
Les paramètres climatiques de la commune ont été estimés pour le milieu du siècle (2041-2070) selon différents scénarios d'émission de gaz à effet de serre à partir des nouvelles projections climatiques de référence DRIAS-2020. Ils sont consultables sur un site dédié publié par Météo-France en novembre 2022.

## Urbanisme

### Typologie
Au 1er janvier 2024, La Chapelle-du-Mont-de-France est catégorisée commune rurale à habitat dispersé, selon la nouvelle grille communale de densité à sept niveaux définie par l'Insee en 2022.
Elle est située hors unité urbaine. Par ailleurs la commune fait partie de l'aire d'attraction de Mâcon, dont elle est une commune de la couronne,. Cette aire, qui regroupe 105 communes, est catégorisée dans les aires de 50 000 à moins de 200 000 habitants,.

### Occupation des sols
L'occupation des sols de la commune, telle qu'elle ressort de la base de données européenne d’occupation biophysique des sols Corine Land Cover (CLC), est marquée par l'importance des territoires agricoles (71,4 % en 2018), une proportion sensiblement équivalente à celle de 1990 (71,8 %). La répartition détaillée en 2018 est la suivante : prairies (71,4 %), forêts (28,6 %). L'évolution de l’occupation des sols de la commune et de ses infrastructures peut être observée sur les différentes représentations cartographiques du territoire : la carte de Cassini (XVIIIe siècle), la carte d'état-major (1820-1866) et les cartes ou photos aériennes de l'IGN pour la période actuelle (1950 à aujourd'hui).

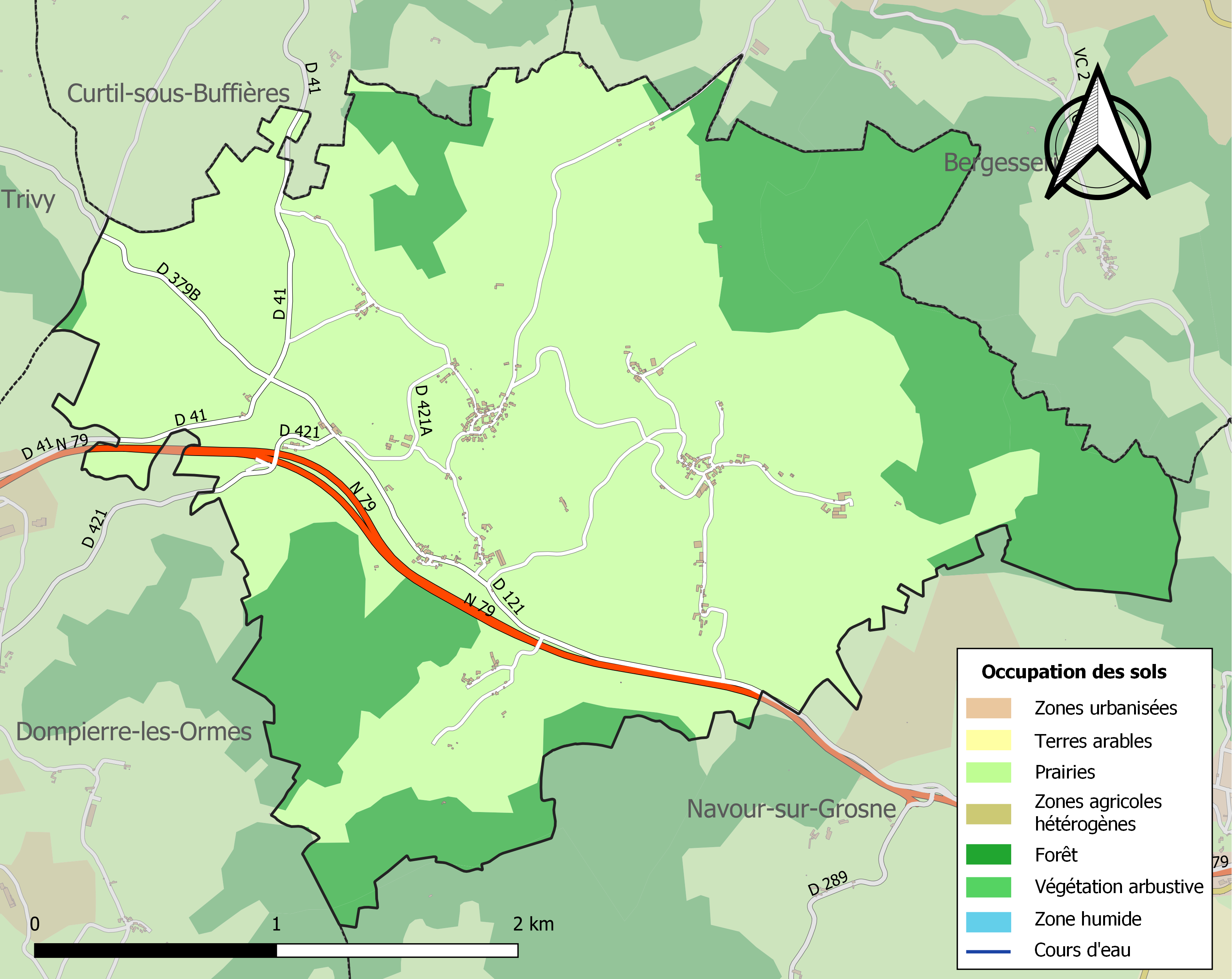
Carte des infrastructures et de l'occupation des sols de la commune en 2018 (CLC).

## Toponymie
- Le peuplement originel d'un hameau (aujourd'hui « France ») par les Francs entre le IIIe et le Ve siècle a donné le nom de Villa Francia au lieu.
- Une chapelle construite au IXe siècle à l'emplacement de l'actuelle église a donné ensuite le nom de Capella de Francia (lieu du bourg actuel). Puis un nouveau hameau, surplombant, voit le jour peu à peu au tournant du millénaire : Mons Francia (aujourd'hui hameau du Mont).
- C'est au XIIIe siècle que le village apparaît sur les cartes et registres sous son nom « complet » actuel : La-Chapelle-du-Mont-de-France.

## Politique et administration

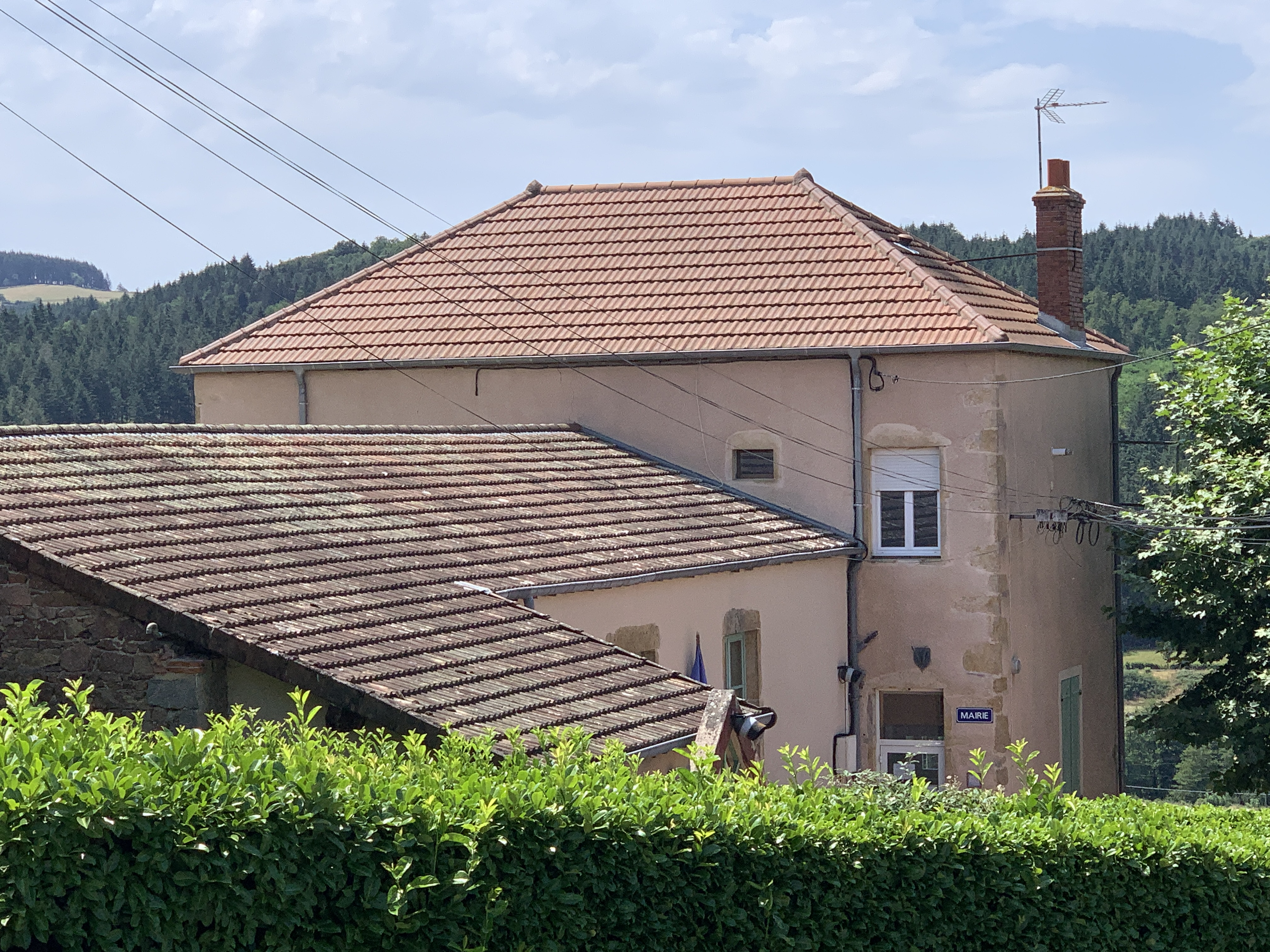
Mairie.

| Période                                  | Période   | Identité           | Étiquette | Qualité |
| ---------------------------------------- | --------- | ------------------ | --------- | ------- |
| mars 2001                                | mars 2008 | Jacques Vigneresse |           |         |
| mars 2008                                | mars 2014 | Michel Augoyat     |           |         |
| mars 2014                                | en cours  | Philippe Hilarion  | UMP       |         |
| Les données manquantes sont à compléter. |           |                    |           |         |

## Démographie
Entre 2006 et 2010 (derniers recensements connus), la population de la commune a augmenté de 4,2 %.

L'évolution du nombre d'habitants est connue à travers les recensements de la population effectués dans la commune depuis 1793. Pour les communes de moins de 10 000 habitants, une enquête de recensement portant sur toute la population est réalisée tous les cinq ans, les populations de référence des années intermédiaires étant quant à elles estimées par interpolation ou extrapolation. Pour la commune, le premier recensement exhaustif entrant dans le cadre du nouveau dispositif a été réalisé en 2007.

En 2022, la commune comptait 190 habitants, en évolution de +1,6 % par rapport à 2016 (Saône-et-Loire : −1,06 %, France hors Mayotte : +2,11 %).
| 1793 | 1800 | 1806 | 1821 | 1831 | 1836 | 1841 | 1846 | 1851 |
| ---- | ---- | ---- | ---- | ---- | ---- | ---- | ---- | ---- |
| 536  | 516  | 550  | 677  | 690  | 596  | 636  | 628  | 653  |

| 1856 | 1861 | 1866 | 1872 | 1876 | 1881 | 1886 | 1891 | 1896 |
| ---- | ---- | ---- | ---- | ---- | ---- | ---- | ---- | ---- |
| 653  | 644  | 650  | 645  | 632  | 617  | 636  | 622  | 589  |

| 1901 | 1906 | 1911 | 1921 | 1926 | 1931 | 1936 | 1946 | 1954 |
| ---- | ---- | ---- | ---- | ---- | ---- | ---- | ---- | ---- |
| 580  | 543  | 501  | 429  | 428  | 395  | 343  | 303  | 291  |

| 1962 | 1968 | 1975 | 1982 | 1990 | 1999 | 2006 | 2007 | 2012 |
| ---- | ---- | ---- | ---- | ---- | ---- | ---- | ---- | ---- |
| 245  | 208  | 188  | 171  | 175  | 172  | 167  | 166  | 181  |

| 2017 | 2022 | - | - | - | - | - | - | - |
| ---- | ---- | - | - | - | - | - | - | - |
| 187  | 190  | - | - | - | - | - | - | - |

## Culture locale et patrimoine

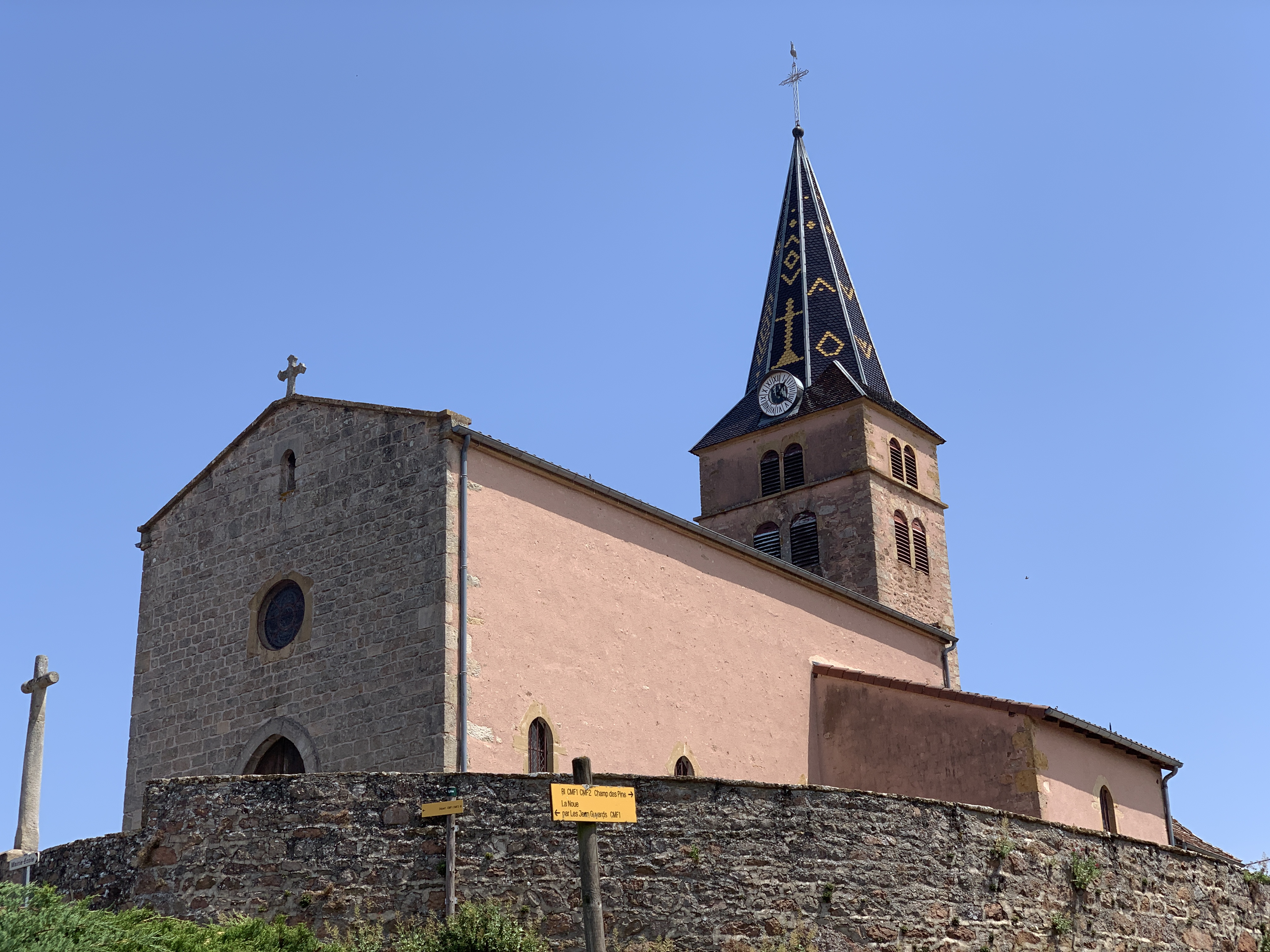
Église Saint-Vincent.

### Lieux et monuments
À La Chapelle
- Église romane du XIIe siècle, agrandie au XIXe, cœur roman couvert en lauzes.
- Nombreuses et anciennes maisons à galeries typiques de Saône-et-Loire.
- Mégalithes, menhirs de plus de 2 mètres de hauteur, d'origine celte ou franque au bourg et dans le hameau du Mont.
- Chemins de randonnée variés, traversant les bocages aux nombreux points d'eau.

Aux alentours
- le Lab 71 à Dompierre-les-Ormes ;
- l'Arboretum de Pézanin à Dompierre-les-Ormes.

## Pour approfondir